# فلوریدا تاون‌شیپ (شهرستان پارک، ایندیانا)
فلوریدا تاون‌شیپ (به انگلیسی: Florida Township) یک منطقهٔ مسکونی در ایالات متحده آمریکا است که در شهرستان پارک، ایندیانا واقع شده‌است. فلوریدا تاون‌شیپ ۲٬۳۷۸ نفر جمعیت دارد و ۱۸۷ متر بالاتر از سطح دریا واقع شده‌است.